# Machias (condado de Washington)
Machias es un lugar designado por el censo (en inglés, census-designated place, CDP) situado en el municipio homónimo, en el condado de Washington, Maine, Estados Unidos. Según el censo de 2020, tiene una población de 1457 habitantes.

## Geografía
La localidad está ubicada en las coordenadas 44°42′2″N 67°28′43″O / 44.70056, -67.47861. Según la Oficina del Censo, tiene una superficie total de 7.4 km², de los cuales 7.0 km² corresponden a tierra firme y 0.4 km² están cubiertos de agua.

## Demografía
Según el censo de 2020, hay 1457 personas residiendo en la localidad. La densidad de población es de 208.1 hab./km². El 89.16% de los habitantes eran blancos, el 3.02% eran afroamericanos, el 1.03% eran amerindios, el 1.03% eran asiáticos, el 1.30% eran de otras razas y el 4.46% eran de una mezcla de razas. Del total de la población, el 2.61% eran hispanos o latinos de cualquier raza.